# Eduard Wolffhardt
Eduard Wolffhardt (7. listopadu 1851 Sankt Pölten – 31. března 1905 Vídeň) byl rakouský právník a politik německé národnosti ze Štýrska, na přelomu 19. a 20. století poslanec Říšské rady.

## Biografie
Studoval na Vídeňské univerzitě a na Univerzitě Štýrský Hradec. Otevřel si pak advokátní kancelář ve Vídni. Získal si značný věhlas. Krátce před smrtí ještě převzal i advokátní kancelář zesnulého Moritze Weitlofa. Od roku 1881 zasedal Eduard Wolffhardt ve vedení školského spolku Deutscher Schulverein, který podporoval německé národní školství v etnicky smíšených oblastech monarchie. Byl zapisovatelem a referentem pro region Štýrska.
Byl i poslancem Říšské rady (celostátního parlamentu Předlitavska), kam usedl ve volbách roku 1897 za kurii městskou ve Štýrsku, obvod Maribor, Slov. Bistrica atd. Mandát zde obhájil ve volbách roku 1901. Poslancem byl až do své smrti roku 1905. Pak místo něj do parlamentu nastoupil Heinrich Wastian. Ve volebním období 1897–1901 se uvádí jako Dr. Eduard Wolffhardt, soudní a dvorní advokát, bytem Vídeň.
Ve volbách roku 1897 kandidoval do Říšské rady za Německou lidovou stranu. Za tuto stranu kandidoval i ve volbách roku 1901.
Zemřel v březnu 1905. Spáchal sebevraždu zastřelením ve svém vídeňském bytě. Večer před svým činem ještě strávil ve společnosti kolegy politika Karla Ausserera. Ráno pak byl nalezen Wolffhardt bez známek života ve své ložnici. Po delší dobu trpěl neurastenií.